# Luma, Stockholm
För andra betydelser, se Luma.

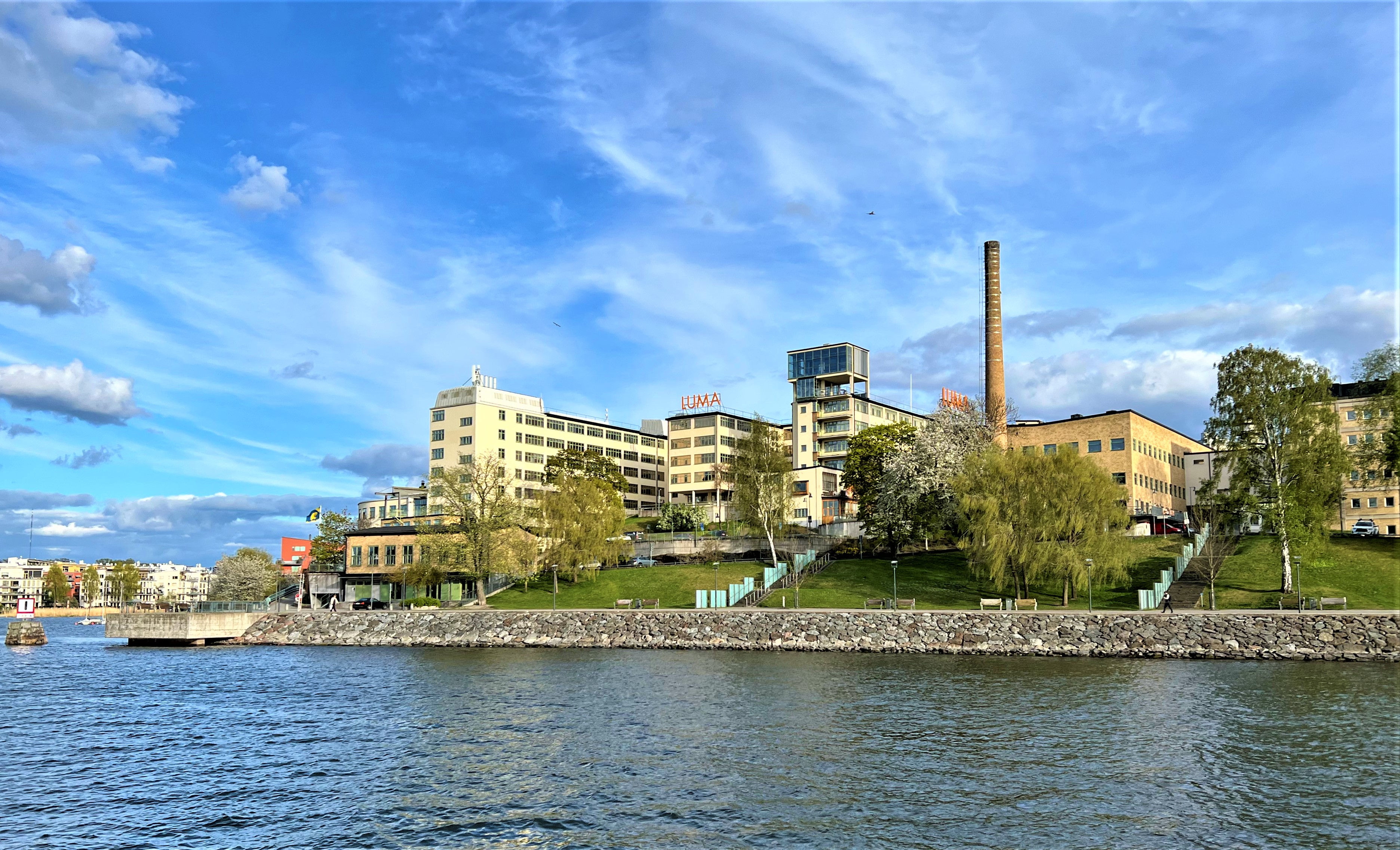
Luma-området sett från Norra Hammarbyhamnen, 2022.

Luma är ett basområde i stadsdelen Södra Hammarbyhamnen och ingår i stadsbyggnadsprojektet Hammarby sjöstad i Stockholms kommun. 
Området omfattar Luma industriområde samt ett stort antal nyuppförda bostadshus. Namnet kommer från Lumas glödlampsfabrik, som uppfördes här 1929–1930. Fabriken lades ner 1977 men den säregna inglasade överbyggnaden finns kvar nere vid kajen. I överbyggnaden långtidstestades glödlampor, och ljuset spreds över hamnområdet och södra Södermalm. På kajen står Lumakranen, en stor portalkran som bevarats. I hela staden fanns som mest 148 hamnkranar samtidigt (1950).  
Basområdet Luma hade 6 961 invånare 31 december 2019.
Centralt i området, vid Lumaparken, finns en spårvagnshållplats, Luma, på Tvärbanan. Avståndet från station Alvik är 10,0 kilometer. Området har också en brygga, Lumabryggan, för Hammarbyfärjan, som förbinder Hammarby sjöstad med Södermalm. Under sommarhalvåret finns också förbindelse med Djurgården och Nybroplan.

## Galleri

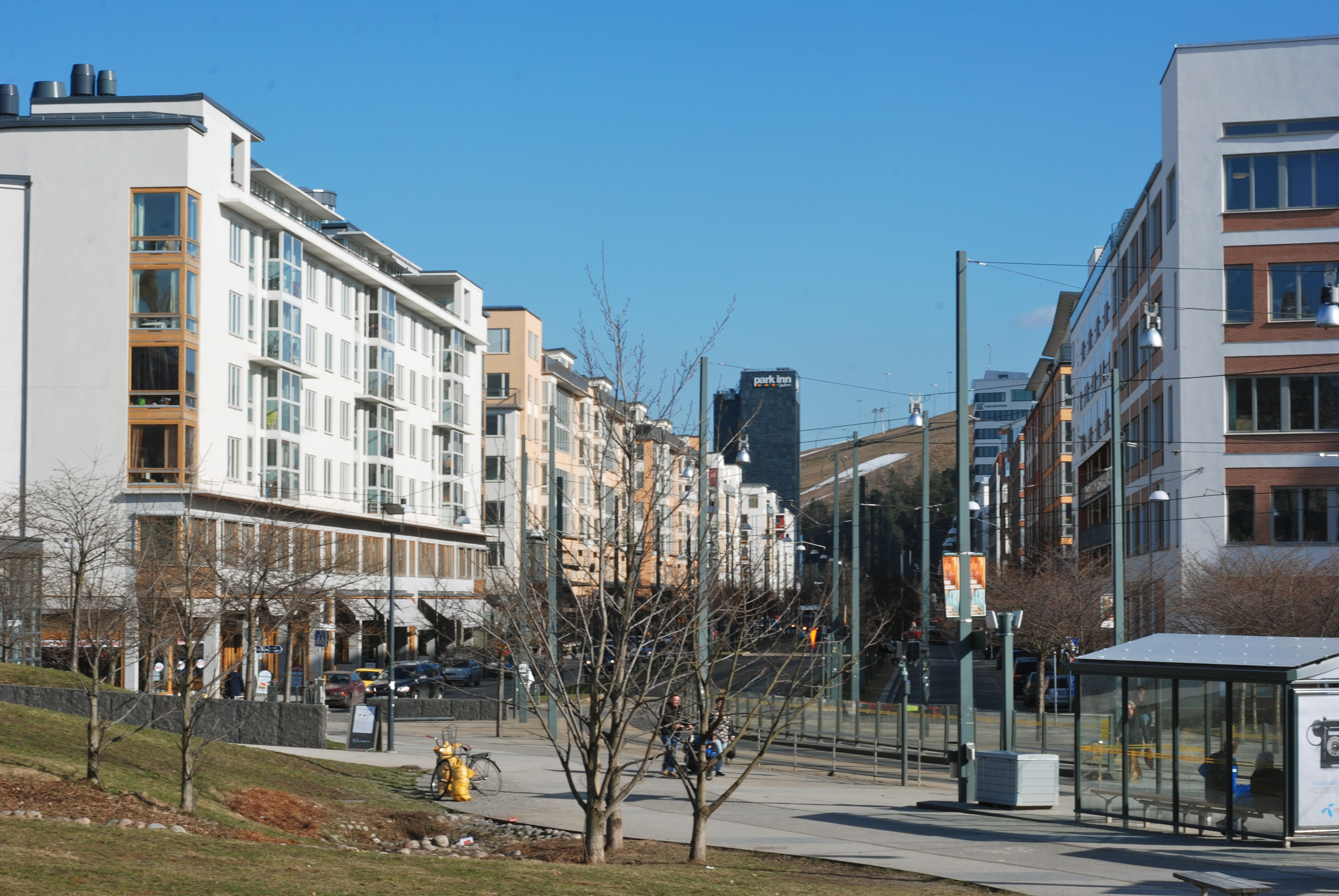
Hammarby allé vid Luma, 2011.
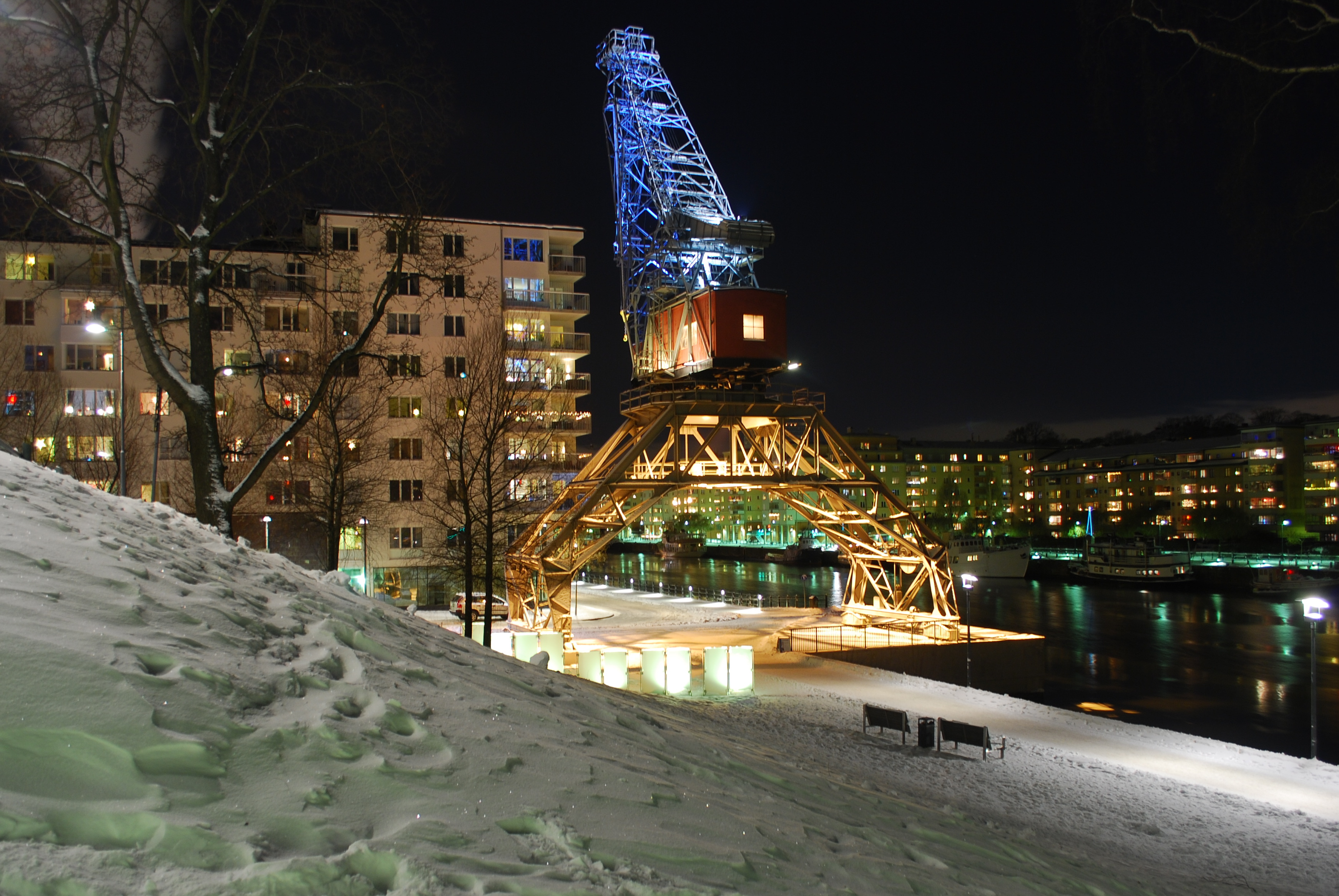
Lumakranen, 2010.
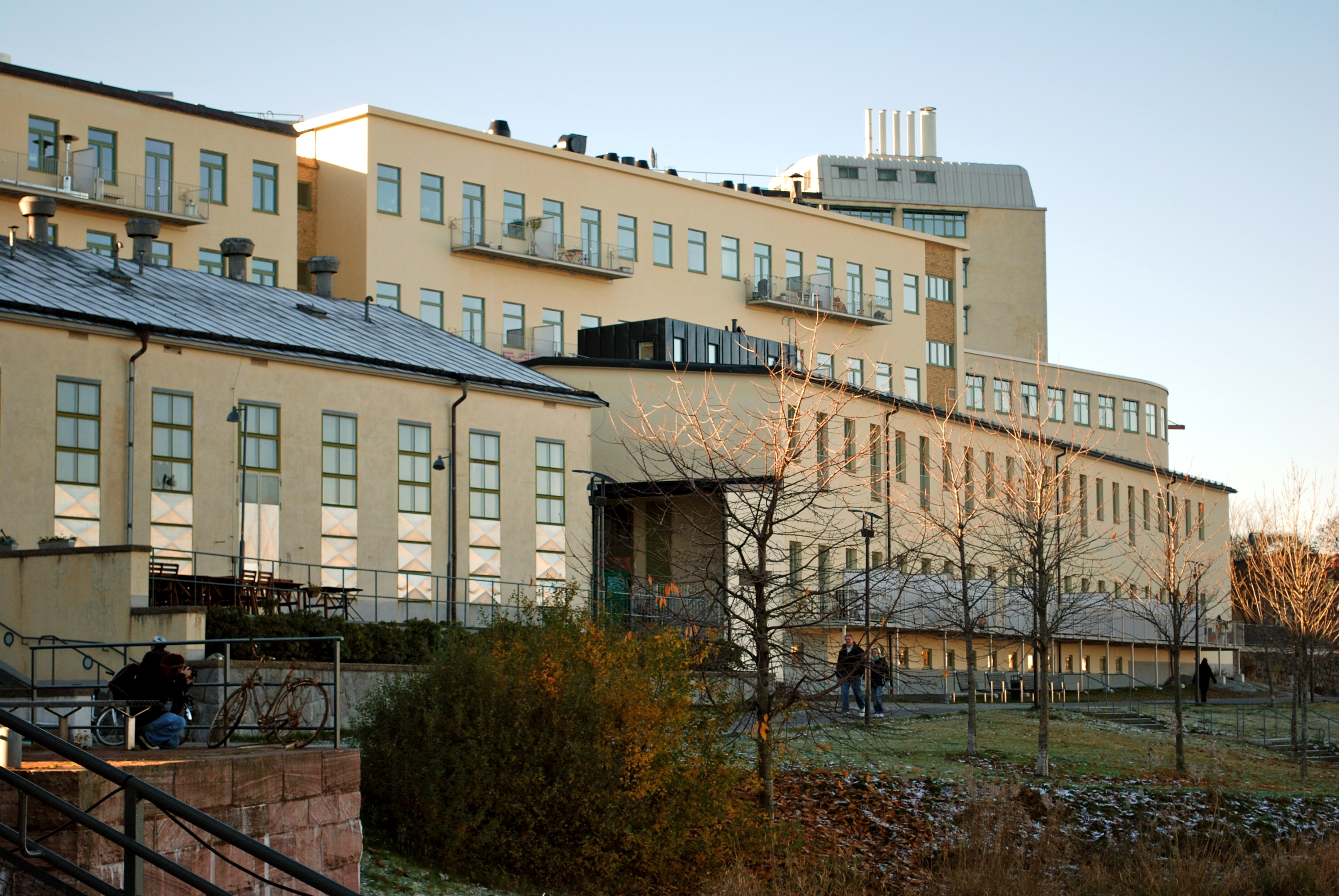
Delar av Lumafabriken har byggts om till bostäder, 2010.
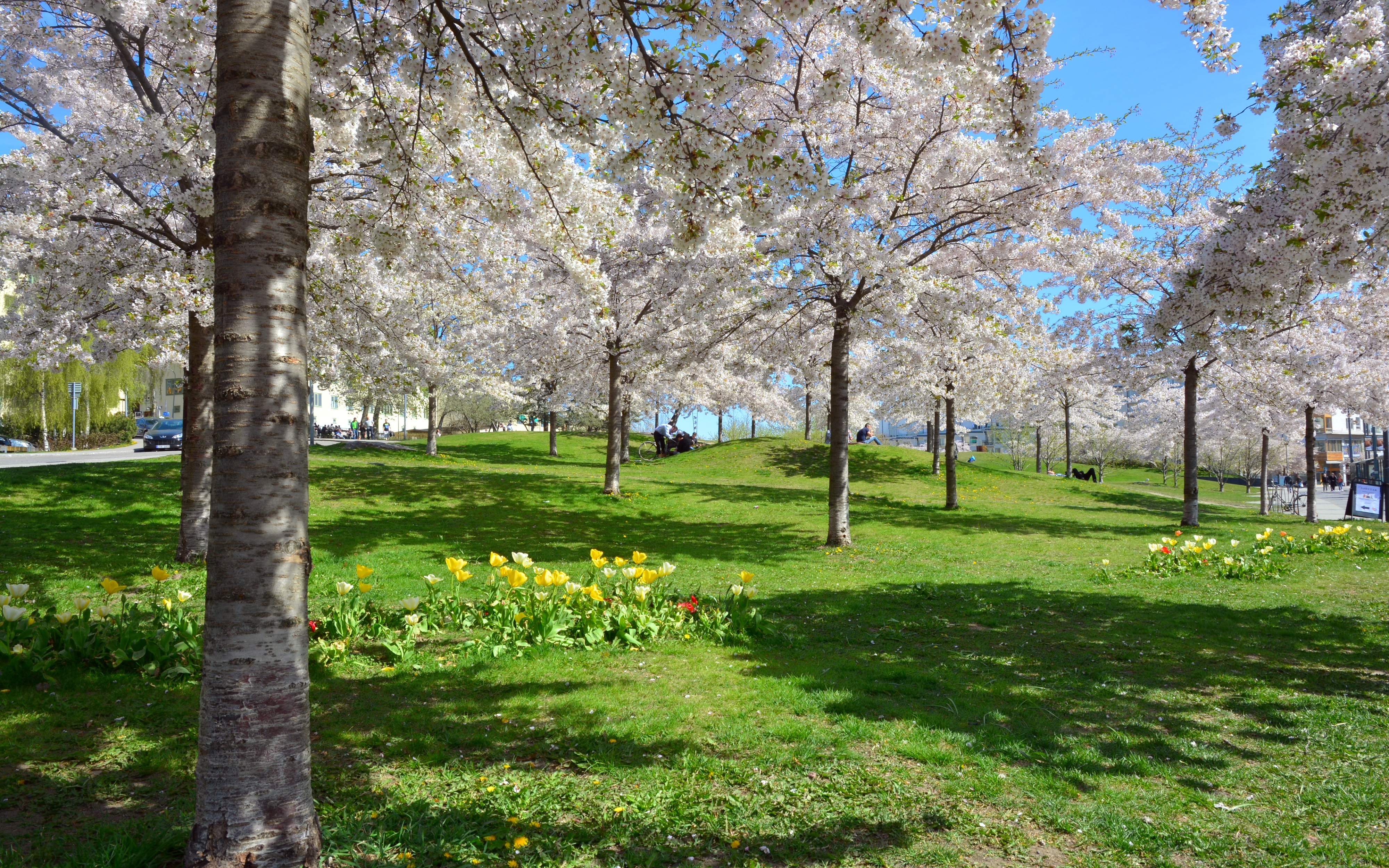
Körsbär och påskliljor blommar i Lumaparken, april 2014.